# Robert Amirchanjan

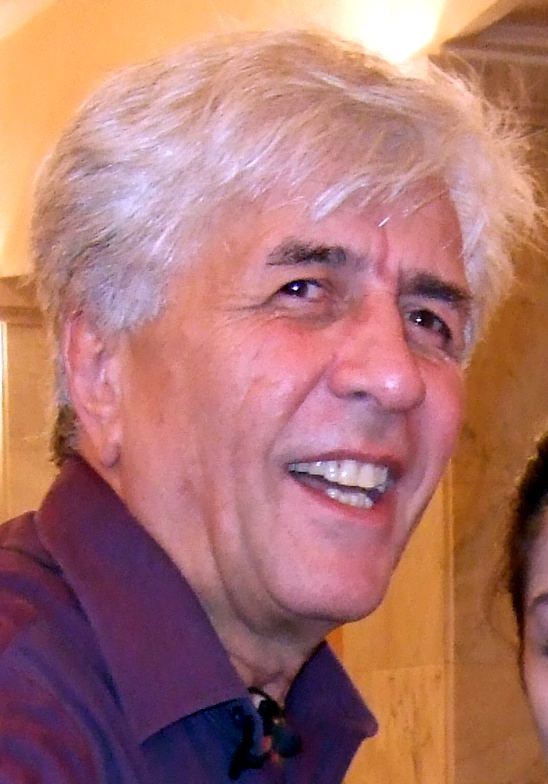
Robert Amirchanjan

Robert Amirchanjan (armenisch Ռոբերտ Ամիրխանյան, russisch Роберт Бабкенович Амирханян; * 16. November 1939) ist ein armenischer Komponist und Pädagoge, Professor des Staatlichen Konservatoriums Jerewan.

## Leben
Robert Amirchanjan schrieb die Musik für 16 Filme und 30 Trickfilme. Seit 1991 ist er der Vorsitzender des Verbands der Komponisten und Musikwissenschaftler von Armenien.
1998 war Amirchanjan mit dem Medaille «Սուրբ Մեսրոպ Մաշտոց» ausgezeichnet.

## Filmografie
- 1973: Hayrik
- 1974: Hndzan
- 1979: Astghayin amar
- 1984: Hrdeh (Der Brand)
- 1987: Kak doma, kak dela? (Wie geht's, wie steht's?)